# Kwidzyn
Kwidzyn (en alemán: Marienwerder) es una ciudad de Polonia localizada en la parte norte del país. Kwidzyn es la capital del condado de Kwidzyn, dentro del voivodato de Pomerania, y en ella habitan 40.008 habitantes (2006).

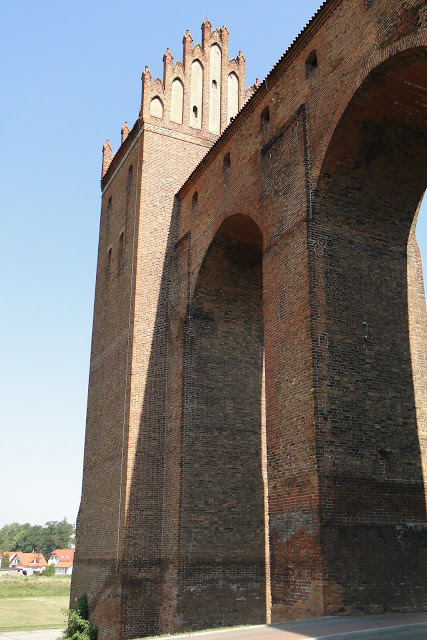
Сastillo de Kwidzyn

Cuenta con un castillo de ladrillo del S XIV del estilo llamado Gótico Báltico (en alemán: Backsteingotik) que perteneció a la Orden Teutónica. A él está conectada la catedral (1343-84), que alberga las tumbas de tres granmaestres de la orden y de numerosos obispos.

## Ciudades hermanadas
- Bar, Ucrania
- Celle, Alemania
- Olofström, Suecia

- Datos: Q326582
- Multimedia: Kwidzyn / Q326582

1. ↑  Worldpostalcodes.org,código postal n.º 82-500.